# Антонюк, Геннадий Васильевич
Геннадий Васильевич Антонюк (более известен как Гертруда) (2 января 1979, Ростов-на-Дону — 13 ноября 2007, Москва) —  российский актёр, танцор, участник травести-шоу.

## Биография
Геннадий Антонюк родился 2 января 1979 года в Ростове-на-Дону, вскоре его семья переехала в небольшой посёлок в Крыму.
Не закончив десятый класс, Антонюк поступил в ПТУ Симферополя, параллельно учился в модельном агентстве и занимался в ансамбле эстрадного танца «Мьюзик-Сейф». Вместе с ним в 1998 году он дебютировал на сцене в спектакле современного балета-притчи по бестселлеру Ричарда Баха «Чайка по имени Джонатан Ливингстон», сыграв в нём главную роль.
В 1998 году приезжает в Москву, где впервые выступает в женском образе на конкурсе «Мисс осень» в гей-клубе «Три Обезьяны». После победы в этом конкурсе Геннадию Антонюку поступают приглашения на работу от ночных клубов Москвы и Санкт-Петербурга конца 1990-х-начала 2000-х гг.: «Чёрный лебедь», «Хамелеон», «Центральная Станция», «Шанс» и др. Работал в составе травести-шоу «Райские-птицы» и «Фабрика грёз».
В 1999—2004 гг. Геннадий Антонюк в составе травести-шоу «Райские птицы» гастролировал по России и ближнему зарубежью.
В это же время он сотрудничал с российскими артистками Ириной Понаровской и Аллой Пугачёвой, а также принимал участие в съёмках клипов и концертах Марины Хлебниковой,Фриды и группы «Полиция нравов».
В 2000 году Антонюк вступает в официальный брак. По его словам, «Мне нужна была прописка в Москве, а она говорила, что ей просто нужен муж». В интервью Геннадий продолжал рассказывать о своих гомосексуальных интересах.
2004—2006 гг. — снимался в российских телевизионных проектах — сериале «Не родись красивой» и фильме «Антидурь».
В конце 2006 года распалось травести-шоу «Райские птицы». У Геннадия ухудшается самочувствие, сказывалось злоупотребление алкоголем. Тем не менее он продолжал выступать, была поставлена травести-программа «Русская Мадонна».

### Смерть
13 ноября 2007, вскоре после премьеры фильма «Антидурь» с его участием, после непродолжительной болезни, Геннадий Антонюк скончался в возрасте 28 лет в одной из московских клиник. Смерть артиста вызвала слухи об его ВИЧ-положительном диагнозе. По официальной версии, он скончался от обострённой формы воспаления лёгких. Геннадий Антонюк похоронен на кладбище Абдал города Симферополь.
В память об артисте регулярно проводятся вечера и травести-конкурсы. В 2009 г. состоялась премьера автобиографического фильма под названием «Императрица, или Ускользнувшая красота». Осенью 2009 года в прокат на большие экраны вышел фильм «Весельчаки» — трагикомичная история о судьбах российских травести. Роль Геннадия-Гертруды сыграл молодой российский актёр Иван Николаев.

## Творчество
Геннадий Антонюк стал известен в образе дивы Гертруды Аборт.
В 2004 году на Всероссийском травести-конкурсе занимает второе место и получает приз зрительских симпатий.

## Фильмография
- 2004 — Мисс Травести России — 2004 (недоступная ссылка)
- 2005 — Не родись красивой — Малышка Мо.
- 2007 — Антидурь
- 2009 — Императрица, или Ускользнувшая красота. Автобиографический фильм о жизни и творчестве Геннадия Антонюка. Архивная копия от 23 июля 2020 на Wayback Machine